# Fuente de Ceres
La fuente de Ceres es una fuente escultórica de Barcelona situada en la plaza de San Jorge —también conocida como Mirador del Llobregat—, en la montaña de Montjuic. Fue creada en 1830 por Celdoni Guixà. Esta obra está inscrita como Bien Cultural de Interés Local (BCIL) en el Inventario del Patrimonio Cultural catalán con el código 08019/1446.

## Historia y descripción
Esta fuente, también conocida como El Surtidor, se instaló inicialmente en el término de la entonces independiente villa de Gracia, a la altura del actual paseo de Gracia con la calle de Provenza, donde fue inaugurada el 28 de junio de 1830. Posteriormente, en el transcurso de la revuelta de las Quintas de 1870, el general Eugenio Gaminde situó en este lugar sus cañones, protestando por el emplazamiento de la fuente, que dificultaba su estrategia. Entonces, el Ayuntamiento de Barcelona aprobó su traslado, y el 14 de mayo de 1874 se colocó en la plaza Blasco de Garay —actual plaza del Surtidor—, en el Pueblo Seco. Este emplazamiento no acabó de convencer al consistorio, ya que el monumento era demasiado grande para una plazuela de pequeñas dimensiones, y con el cambio de siglo, cuando se empezó a urbanizar la montaña de Montjuic, se pensó en ponerla en este lugar. Finalmente, en 1918 fue instalada en la plaza de San Jorge, cerca de la estatua ecuestre del santo obra de Josep Llimona.
La fuente está dedicada a la diosa romana Ceres, protectora de la agricultura, advocación muy apropiada para su emplazamiento original en la villa de Gracia, entonces mayoritariamente rural. En el siglo XIX era corriente dedicar las fuentes a personajes mitológicos, y en la ciudad condal hubo varios ejemplos, como la fuente de Hércules o la fuente de Neptuno; a la misma Ceres hubo dedicada una fuente en el jardín del General, desaparecida en 1877 al construirse el parque de la Ciudadela.
Está formada por un estanque circular con diversos surtidores de agua, sobre el que se alza una columna con cuatro delfines en la base, que vierten agua por la boca. Esta columna tiene un capitel en forma de almeja, sobre el que se sitúa la estatua de la diosa, vestida con túnica y llevando en la mano unas espigas de trigo. La resolución de la obra es en un estilo clasicista de aire académico, no en vano su autor se formó en la Escuela de la Lonja, siendo discípulo de Salvador Gurri.